# 泉達也
泉 達也（いずみ たつや）は、日本のゲームクリエイター。 元日本一ソフトウェア所属。

## 来歴
『流行り神 警視庁怪異事件ファイル』でディレクターを務める。 その後『魔界戦記ディスガイア』のスピンオフ作品である『プリニー 〜オレが主人公でイイんスか?〜』を手掛け、2013年7月25日発売の『魔女と百騎兵』、2016年6月23日の『ルフランの地下迷宮と魔女ノ旅団』、『ガレリアの地下迷宮と魔女ノ旅団』ではディレクター兼シナリオライターを務める。
2024年に日本一ソフトウェアを退職しフリーとなった。

## 主な作品タイトル
- 流行り神 警視庁怪異事件ファイル
- プリニー 〜オレが主人公でイイんスか?〜
- プリニー2 〜特攻遊戯! 暁のパンツ大作戦ッス!!〜
- 魔女と百騎兵
- ルフランの地下迷宮と魔女ノ旅団
- ガレリアの地下迷宮と魔女ノ旅団